# Coppa del Mondo di combinata nordica 2013
La Coppa del Mondo di combinata nordica 2013, trentesima edizione della manifestazione organizzata dalla Federazione Internazionale Sci, è iniziata il 24 novembre 2012 a Lillehammer, in Norvegia, e si è conclusa il 16 marzo 2013 a Oslo, ancora in Norvegia.
Sono state disputate 22 delle 24 gare previste, in 11 diverse località: 15 individuali Gundersen, 2 a handicap, 5 a squadre; 9 gare si sono svolte su trampolino normale, 13 su trampolino lungo. Nel corso della stagione si sono tenuti in Val di Fiemme i Campionati mondiali di sci nordico 2013, non validi ai fini della Coppa del Mondo, il cui calendario ha contemplato dunque un'interruzione tra febbraio e marzo.
Il tedesco Eric Frenzel si è aggiudicato la coppa di cristallo, il trofeo assegnato al vincitore della classifica generale. Non sono state stilate classifiche di specialità; Jason Lamy-Chappuis era il detentore uscente della Coppa generale.

## Risultati
| Data             | Località            | Nazione    | Trampolino                  | Spec.            | Primo                                                               | Secondo                                                                      | Terzo                                                               |
| ---------------- | ------------------- | ---------- | --------------------------- | ---------------- | ------------------------------------------------------------------- | ---------------------------------------------------------------------------- | ------------------------------------------------------------------- |
| 24 novembre 2012 | Lillehammer         | Norvegia   | Lysgårdsbakken HS100        | IN NH/10 km      | Magnus Moan                                                         | Jason Lamy-Chappuis                                                          | Bernhard Gruber                                                     |
| 25 novembre 2012 | Lillehammer         | Norvegia   | Lysgårdsbakken HS138        | PR LH/10 km      | Magnus Moan                                                         | Håvard Klemetsen                                                             | Eric Frenzel                                                        |
| 1º dicembre 2012 | Kuusamo             | Finlandia  | Rukatunturi HS142           | IN LH/10 km      | Jason Lamy-Chappuis                                                 | Magnus Krog                                                                  | Sébastien Lacroix                                                   |
| 2 dicembre 2012  | Kuusamo             | Finlandia  | Rukatunturi HS142           | T SP LH/2x7,5 km | Austria I Bernhard Gruber Mario Stecher                             | Norvegia II Håvard Klemetsen Mikko Kokslien                                  | Francia I Sébastien Lacroix Jason Lamy-Chappuis                     |
| 8 dicembre 2012  | Erzurum             | Turchia    | Kiremitliktepe HS140        | IN LH/10 km      | annullata                                                           | annullata                                                                    | annullata                                                           |
| 9 dicembre 2012  | Erzurum             | Turchia    | Kiremitliktepe HS140        | IN LH/10 km      | annullata                                                           | annullata                                                                    | annullata                                                           |
| 15 dicembre 2012 | Ramsau am Dachstein | Austria    | W90-Mattensprunganlage HS98 | IN NH/10 km      | Magnus Moan                                                         | Mikko Kokslien                                                               | Fabian Rießle                                                       |
| 16 dicembre 2012 | Ramsau am Dachstein | Austria    | W90-Mattensprunganlage HS98 | IN NH/10 km      | Mikko Kokslien                                                      | Jason Lamy-Chappuis                                                          | Mario Stecher                                                       |
| 5 gennaio 2013   | Schonach            | Germania   | Langenwaldschanze HS106     | T NH/4x5 km      | Norvegia Håvard Klemetsen Magnus Moan Mikko Kokslien Jørgen Graabak | Germania Johannes Rydzek Tino Edelmann Björn Kircheisen Eric Frenzel         | Stati Uniti Bryan Fletcher Taylor Fletcher Todd Lodwick Bill Demong |
| 6 gennaio 2013   | Schonach            | Germania   | Langenwaldschanze HS106     | IN NH/10 km      | Jason Lamy-Chappuis                                                 | Akito Watabe                                                                 | Magnus Moan                                                         |
| 12 gennaio 2013  | Chaux-Neuve         | Francia    | La Côté Feuillée HS118      | IN LH/10 km      | Tino Edelmann                                                       | Bernhard Gruber                                                              | Akito Watabe                                                        |
| 13 gennaio 2013  | Chaux-Neuve         | Francia    | La Côté Feuillée HS118      | T SP LH/2x7,5 km | Germania I Eric Frenzel Tino Edelmann                               | Norvegia I Magnus Moan Jørgen Graabak                                        | Francia I Sébastien Lacroix Jason Lamy-Chappuis                     |
| 19 gennaio 2013  | Seefeld in Tirol    | Austria    | Toni Seelos HS109           | IN NH/10 km      | Eric Frenzel                                                        | Magnus Moan                                                                  | Tino Edelmann                                                       |
| 20 gennaio 2013  | Seefeld in Tirol    | Austria    | Toni Seelos HS109           | IN NH/10 km      | Eric Frenzel                                                        | Mikko Kokslien                                                               | Taylor Fletcher                                                     |
| 26 gennaio 2013  | Klingenthal         | Germania   | Vogtland Arena HS140        | IN LH/10 km      | Eric Frenzel                                                        | Tino Edelmann                                                                | Wilhelm Denifl                                                      |
| 27 gennaio 2013  | Klingenthal         | Germania   | Vogtland Arena HS140        | PR LH/10 km      | Eric Frenzel                                                        | Tino Edelmann                                                                | Johannes Rydzek                                                     |
| 2 febbraio 2013  | Soči                | Russia     | RusSki Gorki HS140          | IN LH/10 km      | Bernhard Gruber                                                     | Eric Frenzel                                                                 | Wilhelm Denifl                                                      |
| 3 febbraio 2013  | Soči                | Russia     | RusSki Gorki HS140          | T LH/4x5 km      | Germania Manuel Faißt Johannes Rydzek Björn Kircheisen Eric Frenzel | Francia Sébastien Lacroix François Braud Maxime Laheurte Jason Lamy-Chappuis | Austria Bernhard Gruber Tomaž Druml Lukas Klapfer Wilhelm Denifl    |
| 9 febbraio 2013  | Almaty              | Kazakistan | Gorney Gigant HS140         | IN LH/10 km      | Björn Kircheisen                                                    | Akito Watabe                                                                 | Christoph Bieler                                                    |
| 10 febbraio 2013 | Almaty              | Kazakistan | Gorney Gigant HS140         | IN LH/10 km      | Christoph Bieler                                                    | Akito Watabe                                                                 | Miroslav Dvořák                                                     |
| 8 marzo 2013     | Lahti               | Finlandia  | Salpausselkä HS130          | IN LH/10 km      | Eric Frenzel                                                        | Akito Watabe                                                                 | Taihei Katō                                                         |
| 9 marzo 2013     | Lahti               | Finlandia  | Salpausselkä HS130          | T SP LH/2x7,5 km | Germania I Johannes Rydzek Eric Frenzel                             | Germania II Tino Edelmann Fabian Rießle                                      | Norvegia I Håvard Klemetsen Mikko Kokslien                          |
| 15 marzo 2013    | Oslo                | Norvegia   | Holmenkollen HS134          | IN LH/10 km      | Eric Frenzel                                                        | Akito Watabe                                                                 | Yoshito Watabe                                                      |
| 16 marzo 2013    | Oslo                | Norvegia   | Holmenkollen HS134          | IN LH/10 km      | Jason Lamy-Chappuis                                                 | Eric Frenzel                                                                 | Wilhelm Denifl                                                      |

Legenda:

IN = individuale Gundersen

SP = sprint

PR = gara a handicap

T = gara a squadre

NH = trampolino normale

LH = trampolino lungo

## Classifiche

### Generale
| Pos. | Nome                | Nazione  | Punti |
| ---- | ------------------- | -------- | ----- |
| 1    | Eric Frenzel        | Germania | 1034  |
| 2    | Jason Lamy-Chappuis | Francia  | 818   |
| 3    | Akito Watabe        | Giappone | 721   |
| 4    | Bernhard Gruber     | Austria  | 619   |
| 5    | Magnus Moan         | Norvegia | 592   |
| 6    | Tino Edelmann       | Germania | 523   |
| 7    | Mikko Kokslien      | Norvegia | 454   |
| 8    | Wilhelm Denifl      | Austria  | 418   |
| 9    | Johannes Rydzek     | Germania | 407   |
| 10   | Sébastien Lacroix   | Francia  | 403   |

### Nazioni
| Pos. | Nazione     | Punti |
| ---- | ----------- | ----- |
| 1    | Germania    | 4105  |
| 2    | Norvegia    | 3178  |
| 3    | Austria     | 2932  |
| 4    | Francia     | 2460  |
| 5    | Giappone    | 2236  |
| 6    | Stati Uniti | 1287  |
| 7    | Rep. Ceca   | 1043  |
| 8    | Slovenia    | 578   |
| 9    | Finlandia   | 226   |
| 10   | Italia      | 208   |